# Melangyna viridiceps
Melangyna viridiceps es una especie de sírfido australiano, encontrado sobre todo en Australia oriental. Es uno de los dos sírfidos más comunes en Australia, junto a Simosyrphus grandicornis, con el que es confundido a menudo, pero puede ser distinguido por su tórax completamente negro. En su vida adulta se alimentan del polen y el néctar que reúnen de las flores, mientras que las larvas se alimentan de áfidos.
Algunas fuentes indican que la especie se halla presente también en Nueva Zelanda, ya sea sólo en las Islas Kermadec, o tanto en las islas como en tierra firme. Sin embargo, fuentes más recientes documentan que esta especie no se encuentra fuera de Australia. Se encontró que en la mención hecha por Miller en 1921 sobre las islas Kermadec, este confundió la especie con la Simosyrphus grandicornis, mientras que Macfarlane y otros fallaron en citar especímenes o reportes publicados para afirmar la presencia de dicha especie en las islas.